# Ficus cordata
Ficus cordata är en mullbärsväxtart. Ficus cordata ingår i släktet fikonsläktet, och familjen mullbärsväxter.

## Underarter
Arten delas in i följande underarter:
- F. c. cordata
- F. c. lecardii
- F. c. salicifolia